# Alik Sakharov

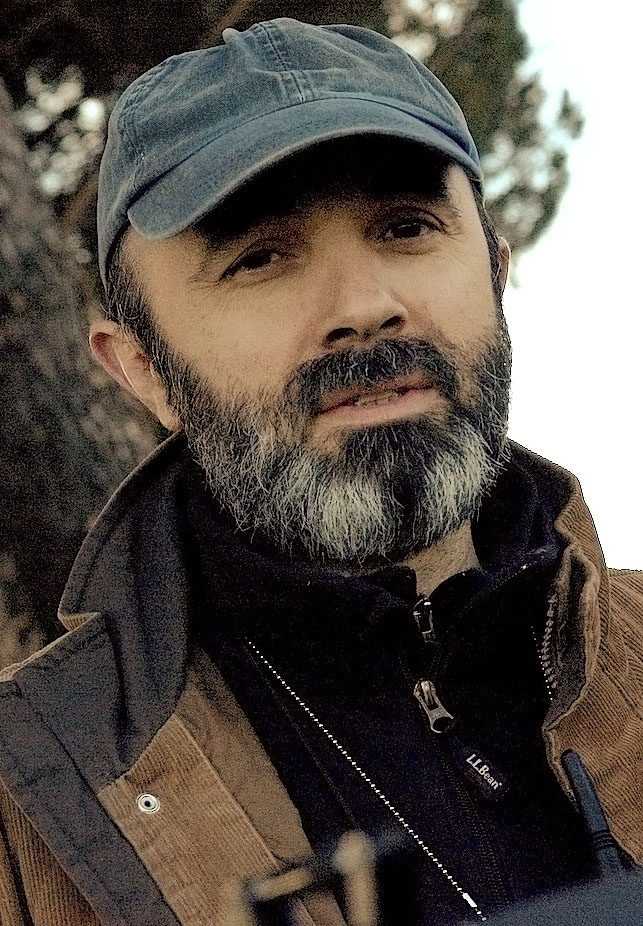
Alik Sakharov (2006)

Alik Sakharov (russisch Алик Сахаров; * 17. Mai 1959 in Taschkent, Usbekische SSR, Sowjetunion) ist ein US-amerikanischer Kameramann und Filmregisseur sowjetischer Herkunft.

## Leben
Sakharov wurde in Taschkent geboren und zog im Alter von acht Jahren mit seiner Familie nach Moskau. Mit zwölf Jahren besuchte er nach dem Schulunterricht einen Fotografie-Kurs; mit etwa 15 Jahren kaufte er sich seine erste 8-mm-Filmkamera. 1981 emigrierte er in die Vereinigten Staaten und ließ sich im Großraum New York nieder. Bis 1984 arbeitete er als Uhrmacher. 1985 entstand sein erster, weitgehend von ihm selbst produzierter und realisierter Film, The Russian Touch, eine Dokumentation über die dritte Welle jüdischer Emigranten aus Russland in New York, vor allem in Brighton Beach. Anschließend arbeitete er einige Jahre als freischaffender Kameramann für Musikvideos, Werbespots und kleinere Spielfilm-Produktionen.
1988 erhielt er die amerikanische Staatsbürgerschaft. Ab 1999 war er an mehreren vielbeachteten Fernsehserien des Senders HBO beteiligt, darunter Die Sopranos, Sex and the City, Rom und Game of Thrones. Seit 2007 arbeitet er auch regelmäßig als Regisseur, vor allem im Fernsehbereich, wofür er ab 2011 seine Tätigkeit als Kameramann ruhen ließ.
Sakharov ist Mitglied der American Society of Cinematographers. Für seine Arbeit wurde er mehrfach ausgezeichnet, unter anderem mit zwei AFI Awards und einem Emmy.

## Filmografie
Als Kameramann
- 1985: The Russian Touch (Dokumentation)
- 1991: Big and Mean
- 1992: Pausa
- 1993: Midnight Edition
- 1993: A Walk with Death
- 1995: New York News – Jagd auf die Titelseite (New York News, Fernsehserie)
- 1995: Comfortably Numb
- 1996: Jack Reed: Der Schlächter (Jack Reed: Death and Vengeance, Fernsehfilm)
- 1997: Ayn Rand: A Sense of Life (Dokumentation)
- 1997: Liebe! Stärke! Mitgefühl! (Love! Valour! Compassion!)
- 1998: Animals with the Tollkeeper
- 1998: Lulu on the Bridge
- 1998: The Repair Shop
- 1999–2007: Die Sopranos (The Sopranos, Fernsehserie, 38 Folgen)
- 2000: Hopewell (Fernsehfilm)
- 2001: The Third Degree (Fernsehfilm)
- 2001–2002: Sex and the City (Fernsehserie, 4 Folgen)
- 2004: Ideal (Direct-to-Video)
- 2005–2007: Rom (Rome, Fernsehserie, 5 Folgen)
- 2008: Nichts als die Wahrheit (Nothing But the Truth)
- 2008: 1 % (Fernsehfilm)
- 2010: True Blue (Fernsehfilm)
- 2010: The Wonderful Maladys (Fernsehfilm)
- 2011: Game of Thrones (Fernsehserie, 4 Folgen)
- 2011: Straw Dogs – Wer Gewalt sät (Straw Dogs)

Als Regisseur
- 1985: The Russian Touch (Dokumentation)
- 1992: Pausa
- 2007: Rom (Rome, Fernsehserie, eine Folge)
- 2007–2008: Brotherhood (Fernsehserie, 2 Folgen)
- 2008: Easy Money (Fernsehserie, 2 Folgen)
- 2010: Rubicon (Fernsehserie, eine Folge)
- 2012–2013: Dexter (Fernsehserie, 2 Folgen)
- 2012–2013: Boardwalk Empire (Fernsehserie, 2 Folgen)
- 2012–2014: Game of Thrones (Fernsehserie, 4 Folgen)
- 2013–2014: Chicago Fire (Fernsehserie, 2 Folgen)
- 2014: The Americans (Fernsehserie, eine Folge)
- 2014: Chicago P.D. (Fernsehserie, 2 Folgen)
- 2014–2016: Marco Polo (Fernsehserie, 4 Folgen)
- 2015: Flesh and Bone (Fernsehserie, 2 Folgen)
- 2015–2017: Black Sails (Fernsehserie, 7 Folgen)
- 2016: Law & Order: New York (Fernsehserie, 1 Folge)
- 2016: Goliath (Fernsehserie, 2 Folgen)
- 2017–2018: House of Cards (Fernsehserie, 5 Folgen)
- 2017: Gypsy (Fernsehserie, 2 Folgen)
- 2018: Counterpart (Fernsehserie, 3 Folgen)
- 2018: Ozark (Fernsehserie, 2 Folgen)
- 2019: The Witcher (Fernsehserie, 3 Folgen)

Als Produzent
- 1985: The Russian Touch (Dokumentation)
- 1992: Pausa
- 2016: Black Sails (Fernsehserie, 10 Folgen)

Als Drehbuchautor
- 1985: The Russian Touch (Dokumentation)
- 1992: Pausa

 Als Schauspieler
- 2001: Die Sopranos (The Sopranos, Fernsehserie, eine Folge)

Als Filmeditor
- 1985: The Russian Touch (Dokumentation)

## Auszeichnungen und Nominierungen
|      | Ergebnis  | Kategorie                                                   | Award                 |
| 2002 | Gewonnen  | TV Program of the Year                                      | AFI Award             |
| 2004 | Gewonnen  | TV Program of the Year                                      | AFI Award             |
| 2005 | Nominiert | Outstanding Achievement in Cinematography in Regular Series | ASC Award             |
| 2007 | Gewonnen  | Outstanding Cinematography for a Single-Camera Series       | Primetime Emmy Award  |
| 2012 | Nominiert | Best Direction in a Drama Series                            | OFTA Television Award |
| 2012 | Nominiert | Best Direction in a Drama Series                            | OFTA Television Award |
| 2013 | Nominiert | Best Direction in a Drama Series                            | OFTA Television Award |
| 2013 | Gewonnen  | Best Direction in a Drama Series                            | OFTA Television Award |
| 2014 | Nominiert | Best Direction in a Drama Series                            | OFTA Television Award |
| 2014 | Nominiert | Best Direction in a Drama Series                            | OFTA Television Award |